# Place Paul-Ricœur
La place Paul-Ricœur est une place du quartier de la Gare du 13e arrondissement de Paris.

## Situation et accès
Située dans l'opération d'aménagement Paris Rive Gauche, elle se trouve entre le 8, rue Albert-Einstein et le bâtiment Olympe-de-Gouges de l'université Paris-Diderot, 29 rue Jean-Antoine-de-Baïf.
Elle est desservie à quelque distance par la ligne 14 à la station Bibliothèque François-Mitterrand et par la ligne C du RER à la gare de la Bibliothèque François-Mitterrand.

## Origine du nom
La place porte le nom du philosophe français Paul Ricœur (1913-2005).

## Historique
La dénomination « allée Paul-Ricœur » a été attribuée le 26 et 27 septembre 2011 à l’allée située à l’intersection du boulevard Arago, de la place de l’Île-de-Sein et de la rue Leclerc dans le 14e arrondissement de Paris. Toutefois, les enfants de Paul Ricœur ont fait part de leur préférence pour la place FY/13, récemment aménagée dans la ZAC Paris Rive Gauche, due à la proximité de ce lieu avec l'université Paris-Diderot. L’allée est alors débaptisée et reçoit le nouveau nom d’« allée Nina-Simone ».
La place est inaugurée par Bertrand Delanoë, maire de Paris, le 20 novembre 2013.